# 阮文寶
阮文寶（越南语：／；？—1798年），又名阮寶（越南语：／），是越南西山朝宗室，泰德帝阮岳之子。
西山朝本來是阮岳所建立，但他的弟弟阮惠滅阮主、鄭主、後黎朝，另建富春朝廷，接受清朝的册封。阮岳死后，当时西山朝的皇帝、阮惠之子阮光缵没收了归仁朝廷控制的地区，封阮文宝为孝公（越南语：／），食邑为符离县，号称小朝。阮文寶不服，與母親暗中联系在嘉定的阮主的繼承人阮福映。但事情暴露，阮文寶被阮光缵所殺。